# Drievuldigheidskerk (München)
De Drievuldigheidskerk (Duits: Dreifaltigkeitskirche) is een katholieke votiefkerk in München en werd in de jaren 1711-1718 naar ontwerp van Giovanni Antonio Viscardi in de stijl van de Beierse barok gebouwd. Het is een kloosterkerk van de karmelietessen.
De Duitse mysticus Anna Maria Lindmayr had tijdens de Spaanse Successieoorlog een visioen dat de stad door het oorlogsgeweld in vlammen zou opgaan. De bevolking deed een plechtige belofte om een kerk te bouwen als München voor deze ramp zou worden gespaard. In de jaren 1711-1718 werd deze gelofte ingelost met de bouw van de Drievuldigheidskerk.
Belangrijke Duitse kunstenaars werkten aan de het interieur mee. Werken van Cosmas Damian Asam (koepelfresco), Joseph Ruffini, Andreas Faistenberger, Johann Baptist Straub en Johann Georg Baader zijn te bewonderen.
Tijdens de Tweede Wereldoorlog was de Drievuldigheidskerk de enige kerk van de historische binnenstad van München die aan de verwoestende bombardementen wist te ontsnappen.

## Afbeeldingen

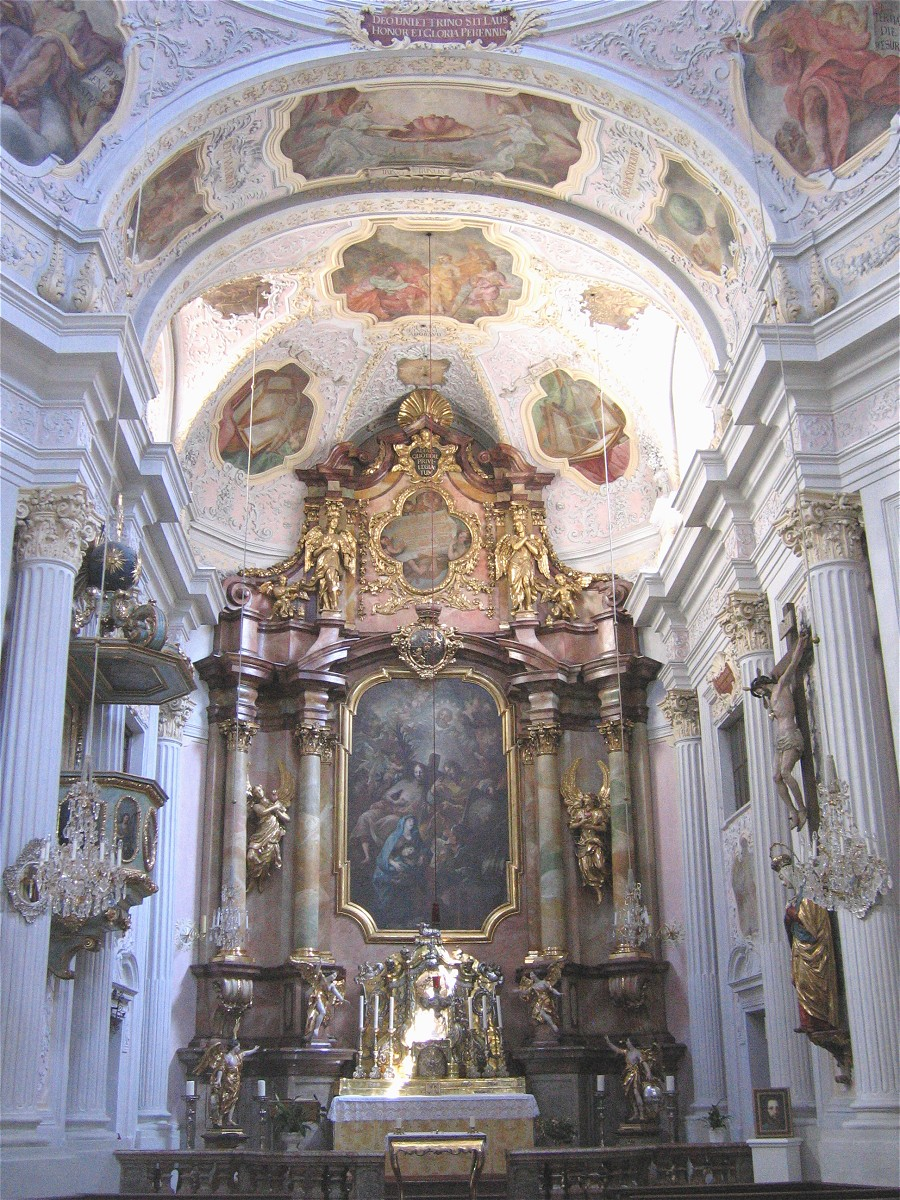
Hoogaltaar
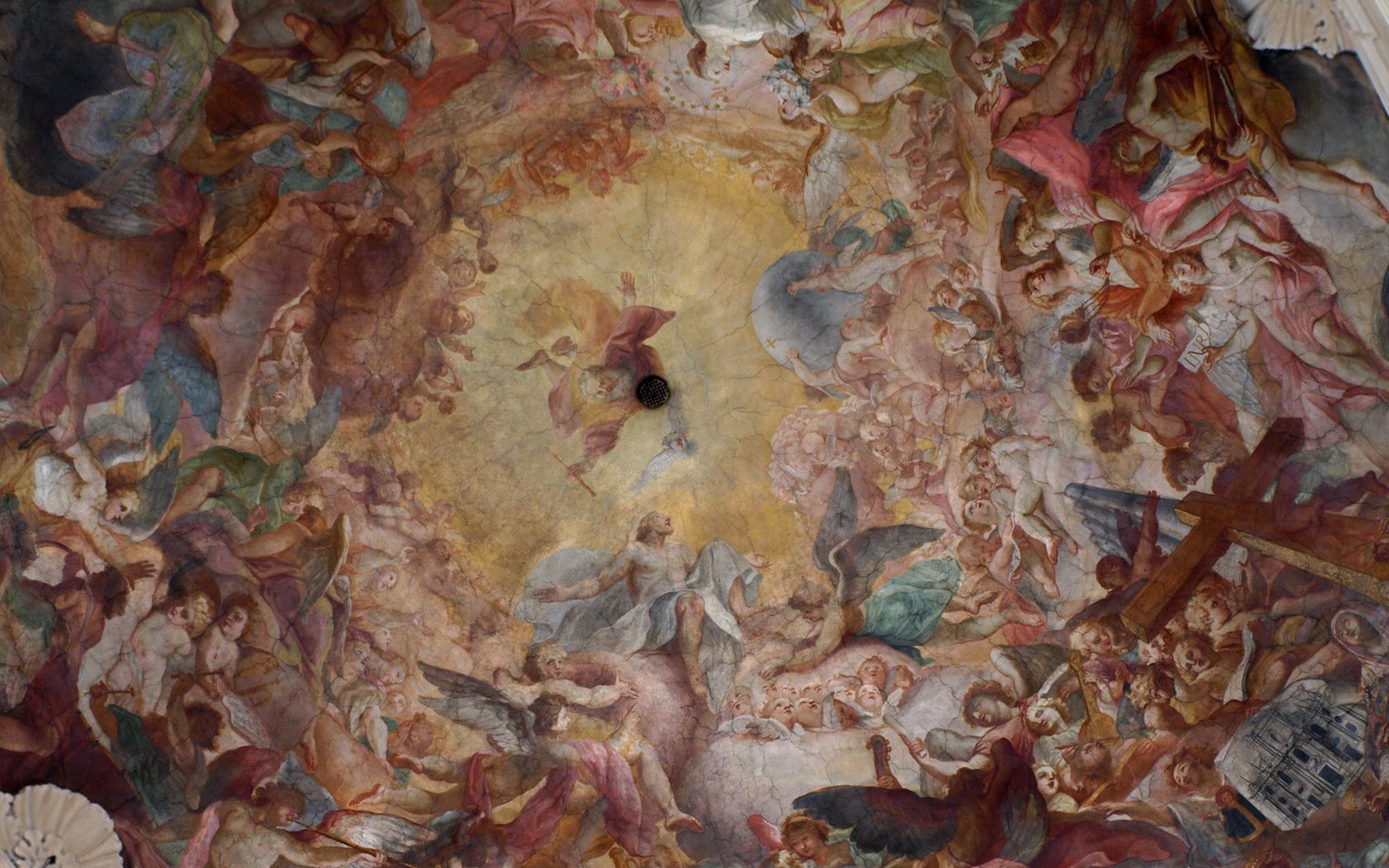
fresco
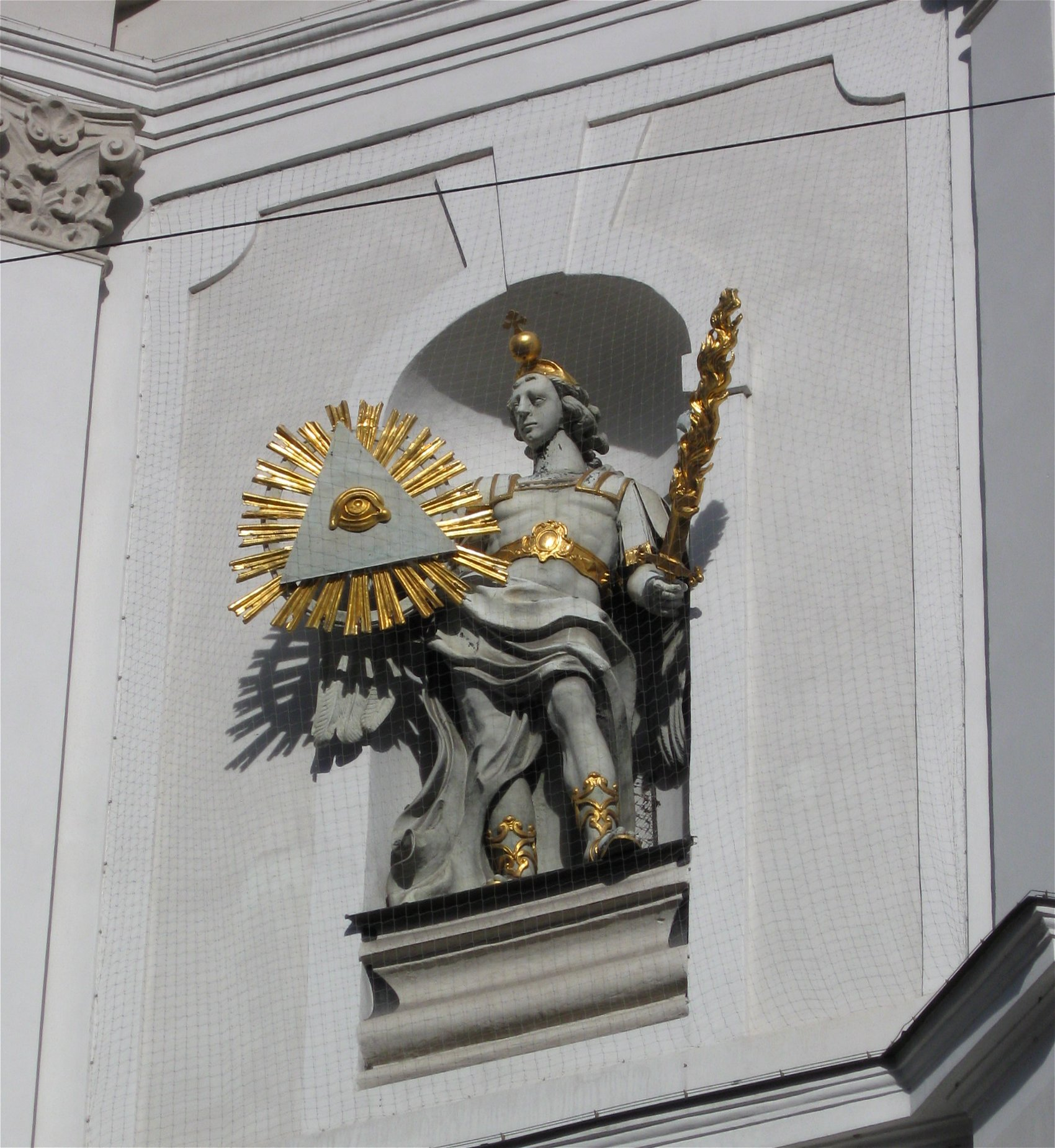
Beeld boven de ingang